# Ellie Goulding
Elena Jane "Ellie" Goulding (Hereford, 1986. december 30. –) angol énekesnő és dalszövegíró. A 2010-es év hangja, a BRIT Awards és a Critics' Choice Award rendezvényeken nyert díjakat. 2009-ben csatlakozott a Polydor angol kiadóhoz. Első középlemeze (EP) ugyanebben az évben jelent meg, és az An Introduction to Ellie Goulding címet kapta. Ezt követte 2010-es Lights című albuma 2010-ben. A korong az angol UK Albums Chart első helyezését érte el, és több, mint 620 000 példány kelt el a lemezből.
Zeneileg több előadóhoz hasonlították, többek között Kate Nash, Lykke Li és Björk stílusával vetették össze.

## Élete
Ellie Hereford városában született, második gyermekként a négyből. Kilencéves korában már tudott játszani klarinéten, és dalszövegeket írt, később egy dalversenyt is megnyert.  Később egy drámai kurzusra ment egyetemre. Ott kezdett érdeklődni az elektronikus zene világa iránt. Először a Frankmusic dalában, a Wish I Stayed-ben énekelt. Az egyetem után kivett egy évet, hogy fejleszthesse énekhangját, ekkor költözött London-ba. Az énekesnő kedvenc sportja a futás, napi hat mérföldet fut. Középlemeze, a Run Into the Light promotálása közben meghívta néhány rajongóját, fussanak vele. Ezt eddig néhány angol városban tette meg, viszont tervezi ezt Európa több országában és az Egyesült Államokban is.

## Zenei karrierje

### Kezdetek
2009 szeptemberében a Polydor Records-hoz feliratkozott, majd kiadta debütáló kislemezét, mely az Under the Sheets címet kapta. A dal, annak két remixváltozata és B-oldala (Figther Plane) az Egyesült Királyságban 2009. november 15-én jelent meg digitálisan. A Later... with Jools Holland című műsorban fellépett első kislemezével, és a Guns and Horses című dalával. A Wish I Stayed 2009. december 22. és 28. között ingyen letölthető volt az iTunes-on.

### Lights és Bright Lights

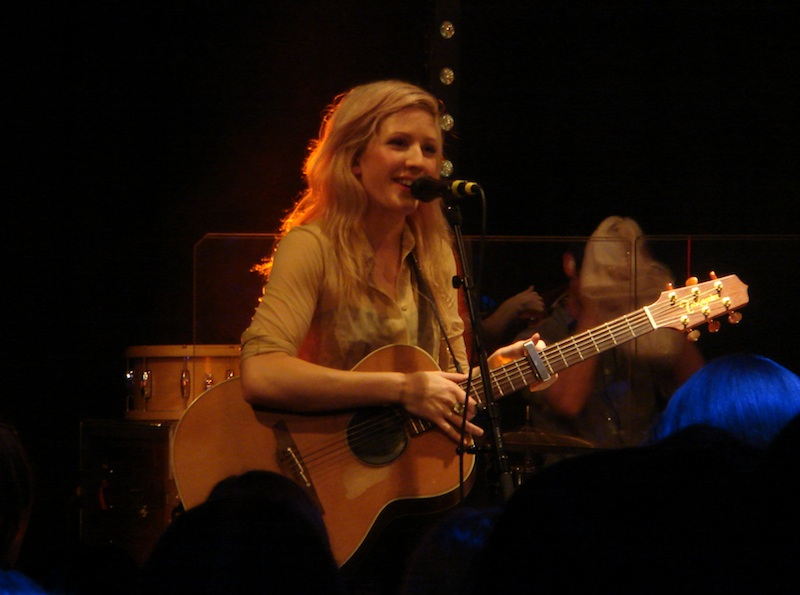
Ellie 2010 novemberében Amszterdam-ban

2010-ben, első albumának kiadása előtt Ellie megnyerte a 2010-es év hangja szavazást a BBC-nél.
Lights című debütáló lemeze 2010 márciusában jelent meg, melyhez négy kislemez érkezett: Under the Sheets, Starry Eyed, Guns and Horses és a The Writer. Következő középlemeze – mely a debütáló album dalainak remixváltozatait tartalmazza – a Run Into the Light címet kapta.
2010 novemberében a Lights című albumot újra kiadta az énekesnő, Bright Lights címen. Tervei szerint 2010 novemberében a címadó dal, a Lights lett volna az első kislemez, ehelyett azonban a Your Song lett, mely Elton John egy számának feldolgozása.
2011 januárjában megerősítette, hogy következő kislemeze már valóban a címadó dal lesz. 2011 márciusában jelent meg, hasonlóan albumának amerikai, illetve kanadai kiadása is. Ezután nem sokkal Ellie bejelentette, rövidesen elkezd dolgozni második albumán, mely várhatóan 2011 szeptemberében jelenik meg. 2011. április 7-én a Jimmy Kimmel Live-on adta elő Starry Eyed című szerzeményét. 2011-ben is rengeteg fellépése volt, többek között májusban a Radio 1's Big Weekend-en és a Saturday Night Live-on jelent meg.
2011 júliusában megjelent a Starry Eyed amerikai videóklipje, mely három nap alatt elérte az 1 milliós nézettséget.

### Halcyon
2011 márciusában jelentette be a hírt, miszerint készülőben van második korongja. Így foglalta össze mondanivalóját:
"Kezdetben nagyon sötétnek és furcsának hangzott. Az album sokkal érzelmesebb lesz, mint az előző – szerettem volna egy kis reményt belecsempészni. Szeretnék hatást elérni vele, legyen az szomorú, vagy vidám."
2012. október 5-én jelent meg a korong, melyről Ellie ezt nyilatkozta: "Nem szeretnék sokáig eltűnni. 2011 végén, vagy a következő év elején megjelenik."

### Halcyon Days
2013-ban Ellie a Burn c. kislemez érkezésekor jelentette be a hírt hogy következő albuma nemsokára megjelenik Halcyon Days címen. Közben új kislemez jelent meg I need your love címmel. Az album augusztus 23-án lett elérhető iTunes-on. Az albumról még egy kislemez debütált 2014. január 5-én, a Goodness Gracious. Ezután Ellie turnézni indult az új albummal. Közben megjelent a Beating Heart, amely a Beavatott sorozat első részéhez készült. 2014 őszén jelent meg a Calvin Harrisszel közösen készített száma, az Outside.
A szám megjelenése után Ellie bejelentette hogy szünetet tart karrierjében.

### Delirium
Ellie 2015 januárjában tért vissza Love me like you do című szerzeményével ami a Szürke ötven árnyalata filmhez készült. 2015 márciusában közölte a hírt miszerint új albuma ősszel érkezik.
2015. szeptember 21-én debütált az album első kislemeze On my mind címen. Az album 2015. november 6-án került kiadásra. Az korongról még két kisfilm jelent meg: az egyik Army, a másik Something in the way you move címmel.
2016 januárjában elindult a Delirium Worldwide Tour. Ellienek ez év nyarán meg kellett szakítania a turnézást betegsége miatt. 2016. augusztus 25-én debütált Still falling for you kislemeze ami a Bridget Jones babát vár című film betétdala lett.

### Brightest Blue
Több év szünet után Ellie 2018 őszén új kislemezt jelentetett meg, a Close to Me-t, amelyen közreműködött Diplo és Swae Lee. Eredetileg ez lett volna 4. albumának az első kislemeze. Ezután márciusban kiadta a Flux kislemezt, majd április végén a Sxteen-t. 2019 júliusában érkezett a Juice WRLD-el közös Hate Me című kislemez, majd újabb rövid szünet következett és 2020 márciusában megjelent a Worry About Me.
Májusban újabb kislemez jelent meg Power címmel, ami már tényleg az új album beharangozó kislemeze lett. A Power megjelenése után Ellie nem sokkal később bejelentette 4. albumának megjelenésének dátumát. A Brightest Blue 2020. július 17-én jelent meg. Az új albumon helyet kaptak a korábbi évek közreműködései is az album "B" oldalán az EG.O-n. Ellie úgy nyilatkozott az új albumról, hogy ez eddigi legszemélyesebb albuma. A Brightest Blue turnéja a tervezett dátumoktól eltolódott a Covid-19 miatt 2021-re. Helyette 2020 augusztusában a londoni V&A múzeumban sor került a Brightest Blue Experience koncertre, ahol az énekesnő előadta az új albumának dalait élőben.

## Munka más előadókkal
Ellie írta Gabriella Cilmi második, Ten című albumának egyik dalát, mely a Love Me Cos You Want To címet kapta. Diana Vickers angol énekesnő Remake Me + You, Notice és Jumping Into Rivers című dalait köszönheti az énekesnőnek. Mindhárom dal Diana debütáló korongján, a Songs from the Tainted Cherry Tree-n kapott helyet. Not Following című dalát Lena Meyer-Landrut használta fel első lemezéhez, a My Cassette Player-höz. Ellie Tinie Tempah Wonderman című kislemezében működött közre, hasonlóan a videóklipben is szerepet kapott.
2011. szeptember 19-én bejelentették a hírt, miszerint Goulding nyitja majd Katy Perry turnéját, a Teenage Dream Tour-t. Eredetileg Jessie J lépett volna fel, azonban sérülései miatt nem vehet részt a műsorban.
2025. június 6-án Marshmellow és AVAION közreműködésével adta ki a "Save My Love" című dalt. 

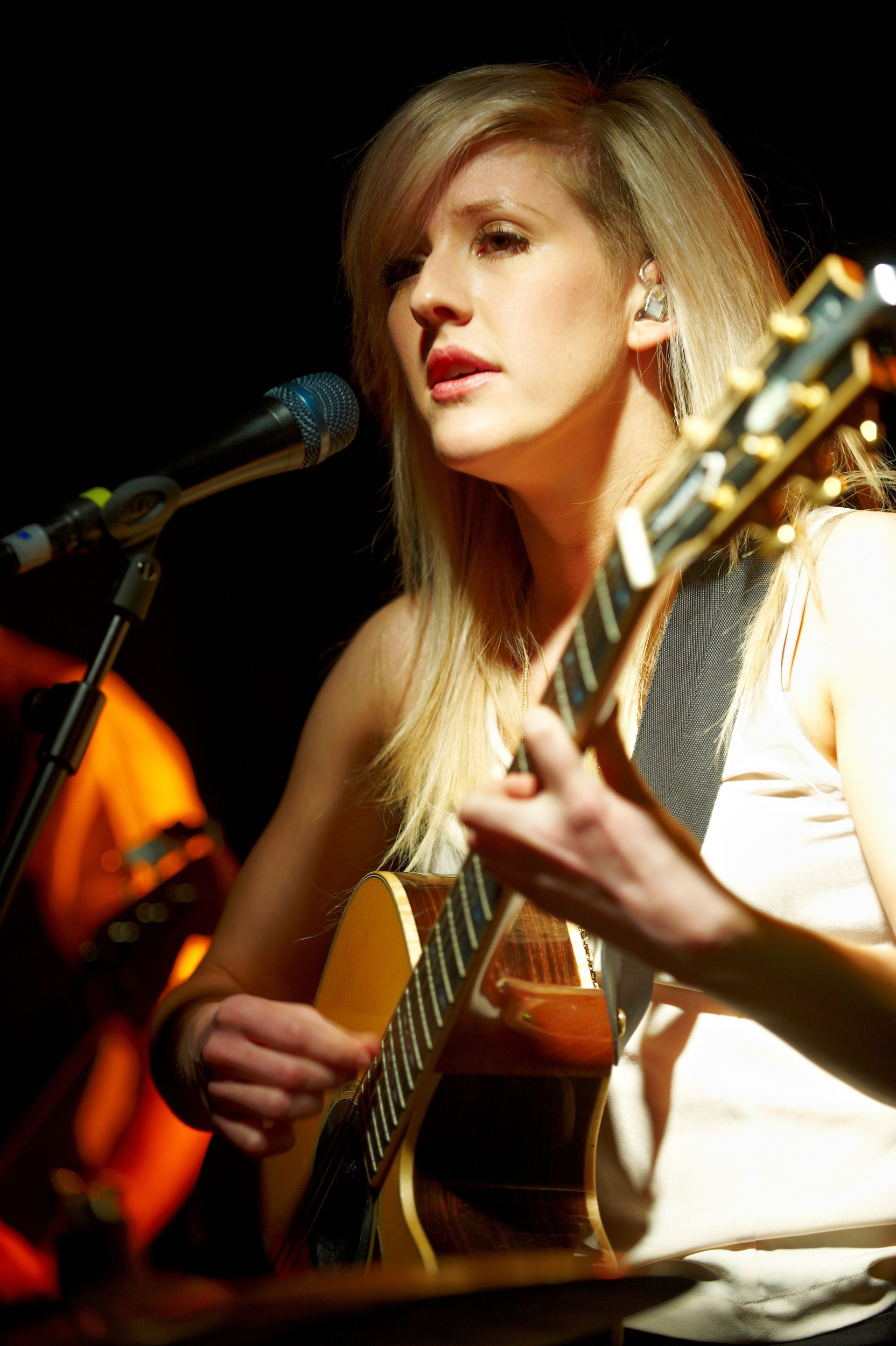
Ellie Goulding

Az alábbi állomásokon jelenik meg az énekesnő:
| Észak-Amerika      |               |                  |                            |
| Dátum              | Város         | Ország           | Helyszín                   |
| 2011. november 15. | Hartford      | Egyesült Államok | XL Center                  |
| 2011. november 16. | New York City | Egyesült Államok | Madison Square Garden      |
| 2011. november 19. | Las Vegas     | Egyesült Államok | Mandalay Bay Events Center |
| 2011. november 21. | Oakland       | Egyesült Államok | Oracle Arena               |
| 2011. november 22. | Los Angeles   | Egyesült Államok | Staples Center             |

## Diszkográfia

### Albumok
| Év   | Album                |
| ---- | -------------------- |
| 2010 | Lights Bright Lights |
| 2012 | Halcyon              |
| 2013 | Halcyon Days         |
| 2015 | Delirium             |
| 2020 | Brightest Blue       |

### Középlemezek
| Év   | Középlemez                                      |                    |
| ---- | ----------------------------------------------- | ------------------ |
| 2009 | An Introduction to Ellie Goulding               |                    |
| 2010 | iTunes Festival: London 2010                    | Run Into the Light |
| 2014 | Beating Heart(From The Divergent Series)        |                    |
| 2015 | Love Me Like You Do (From Fifty Shades Of Grey) |                    |
| 2020 | Songbook for Christmas                          |                    |

### Kislemezek
| 2009 | Under the Sheets                   |                               |                          |                  |
| 2010 | Starry Eyed                        | Guns and Horses               | The Writer               | Your Song        |
| 2011 | Lights                             | Starry Eyed (USA)             |                          |                  |
| 2012 | Anything Could Happen              | Figure 8                      |                          |                  |
| 2013 | Burn                               | Explosions                    | How Long Will I Love You | I need your love |
| 2014 | Goodness Gracious                  | Beating Heart                 | Outside                  |                  |
| 2015 | Love Me Like You Do                | On My Mind                    |                          |                  |
| 2016 | Army                               | Something In The Way You Move | Still Falling For You    |                  |
| 2017 | First Time (ft. Kygo )             |                               |                          |                  |
| 2018 | Close To Me (ft. Swae Lee & Diplo) |                               |                          |                  |
| 2019 | Flux                               | Sixteen                       | Hate Me (ft. Juice WRLD) |                  |
| 2020 | Worry About Me (ft. blackbear)     | Power                         | Love I'm Given           |                  |
| 2021 | New Love (with Silk City)          |                               |                          |                  |